# Grodziec (gmina)
Pour les articles homonymes, voir Grodziec.
Grodziec est une gmina rurale du powiat de Konin, Grande-Pologne, dans le centre-ouest de la Pologne. Son siège est le village de Grodziec, qui se situe environ 25 km au sud-ouest de Konin et 89 km au sud-est de la capitale régionale Poznań.
La gmina couvre une superficie de 117,72 km2 pour une population de 5 246 habitants en 2016.

## Géographie
| - Plan de la gmina. - Position de la gmina sur la carte du powiat. |

La gmina inclut les villages et les localités de :
- Aleksandrówek
- Biała
- Biała Kolonia
- Biskupice
- Bystrzyca
- Czarnybród
- Grodziec
- Janów
- Junno
- Konary
- Królików
- Królików Czwarty
- Lądek
- Łagiewniki
- Lipice
- Mokre
- Nowa Ciświca
- Nowa Huta
- Nowe Grądy
- Nowy Borowiec
- Stara Ciświca
- Stara Huta
- Stare Grądy
- Stary Borowiec
- Tartak
- Wielołęka
- Wycinki
- Zaguźnica

### Gminy voisines
La gmina de Grodziec est bordée des gminy de :
- Blizanów
- Chocz
- Gizałki
- Rychwał
- Rzgów
- Stawiszyn
- Zagórów

## Structure du terrain
D'après les données de 2002, la superficie de la commune de Grodziec est de 117,72 km2, répartis comme tel :
- terres agricoles : 56 %
- forêts : 37 %

La commune représente 7,46 % de la superficie du powiat.

## Démographie
Données du 30 juin 2004 :
| Description        | Total  | Total | Femmes | Femmes | Hommes | Hommes |
| ------------------ | ------ | ----- | ------ | ------ | ------ | ------ |
| Unité              | Nombre | %     | Nombre | %      | Nombre | %      |
| population         | 5 251  | 100   | 2 646  | 50,4   | 2 602  | 49,6   |
| Densité (hab./km²) | 44,6   | 44,6  | 22,5   | 22,5   | 22,1   | 22,1   |